# Теорема Чеви

Теорема Чеви: три прямі конкурентні в точці O

Теорема Чеви — відома теорема класичної геометрії. Нехай дано трикутник ABC, і точки D, E, і F, що лежать на прямих BC, CA, і AB відповідно. Теорема стверджує, що лінії AD, BE і CF конкурентні тоді і тільки тоді якщо:
{\displaystyle {\frac {AF}{FB}}\cdot {\frac {BD}{DC}}\cdot {\frac {CE}{EA}}=1.}
Є також аналогічне тригонометричне формулювання Теореми Чеви, а саме AD, BE, CF конкурентні тоді і тільки тоді:
{\displaystyle {\frac {\sin \angle BAD}{\sin \angle CAD}}\times {\frac {\sin \angle ACF}{\sin \angle BCF}}\times {\frac {\sin \angle CBE}{\sin \angle ABE}}=1.}
Теорему довів в 1678 році Джованні Чева в праці De lineis rectis, але її також довів набагато раніше Юсуф Аль-Мутаман ібн Худ, король Сарагоси в XI столітті.